# Graphium bathycles
Graphium bathycles is een vlinder uit de familie van de pages (Papilionidae). De wetenschappelijke naam van de soort is voor het eerst geldig gepubliceerd in 1831 door Julius Leopold Theodor Friedrich Zincken.